# Knonau
Knonau ist eine politische Gemeinde im Bezirk Affoltern (älter: Knonauer Amt, pop. Söiliamt) des Kantons Zürich in der Schweiz. Sie war lange Zeit namengebend für den Bezirk Affoltern: Knonauer Amt (veraltet: Zürcher Freiamt, pop. «Söiliamt»). Der Mundartname für Knonau ist Chnoonau.

## Geographie
Knonau liegt im Südwesten des Kantons Zürich und ist mit 6,48 km² vor Wettswil am Albis, Maschwanden und Ottenbach die flächenmässig viertkleinste Gemeinde im Bezirk Affoltern. Der grösste Anteil des Gemeindegebiets wird von Landwirtschaftsflächen eingenommen, die 64,8 Prozent umfassen. Weitere 17,3 Prozent sind Wald, 10,0 Prozent Siedlungsfläche, 7,4 Prozent Verkehrsfläche, 1,1 Prozent Gewässer und 1,7 Prozent unproduktive Fläche (Stand 2018). Das Gemeindegebiet wird durch den Haselbach zur Lorze hin entwässert.

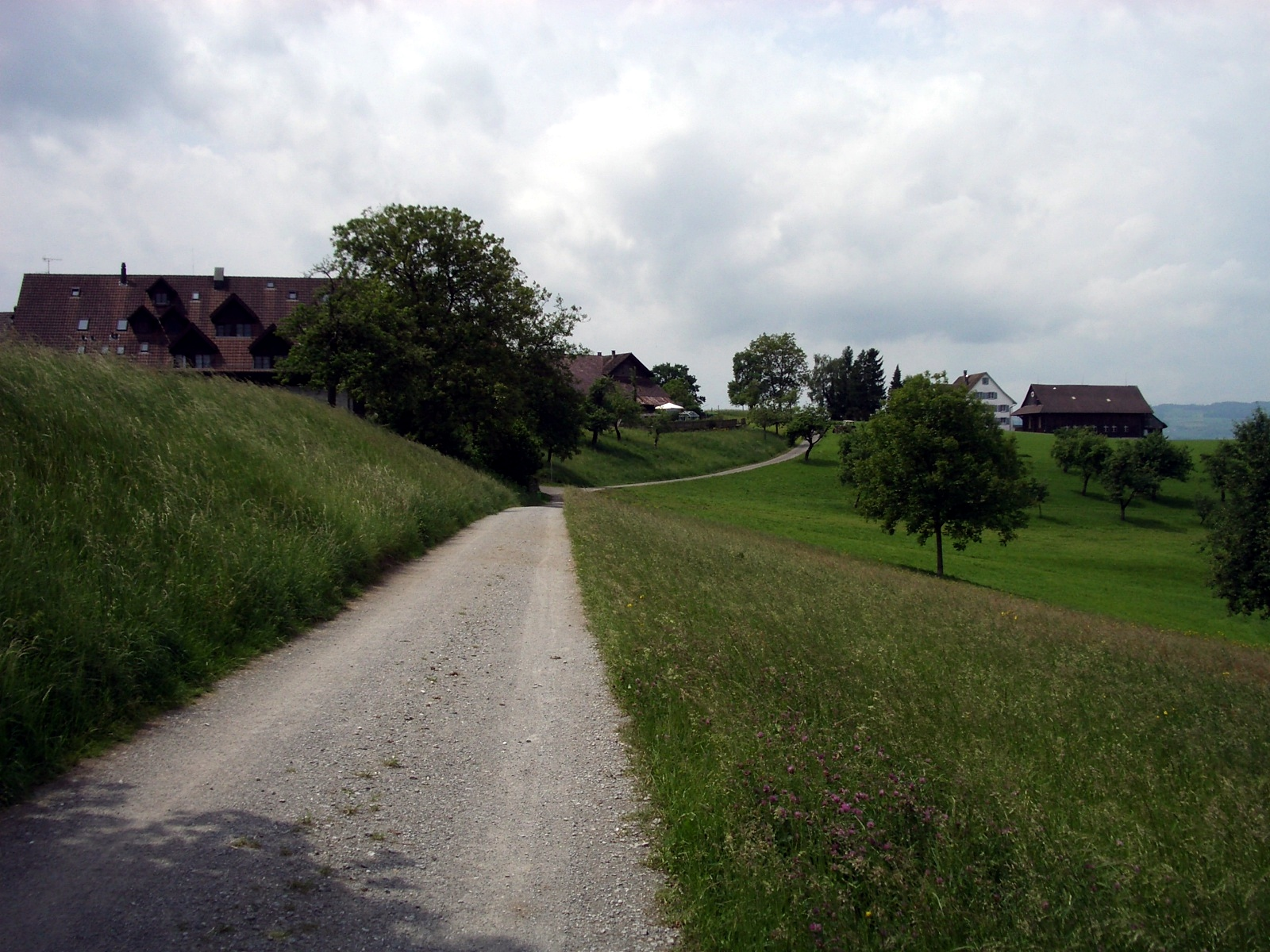
Hinteruttenberg

Luftbild (1974) von Werner Friedli

Das Dorf Knonau liegt auf 431 m ü. M. und ist 23 Kilometer Luftdistanz von Zürich und 7 Kilometer Luftdistanz von Zug gelegen. Zur Gemeinde gehören auch die Weiler Vorderuttenberg, Hinteruttenberg und Baaregg.
Im Westen grenzt Knonau an Maschwanden, im Norden und Osten liegt die Gemeinde Mettmenstetten und ebenfalls im Osten die höher gelegene Gemeinde Kappel am Albis. Im Süden grenzt Knonau an die Gemeinden Steinhausen und Cham, die beide dem Kanton Zug angehören.

## Geschichte

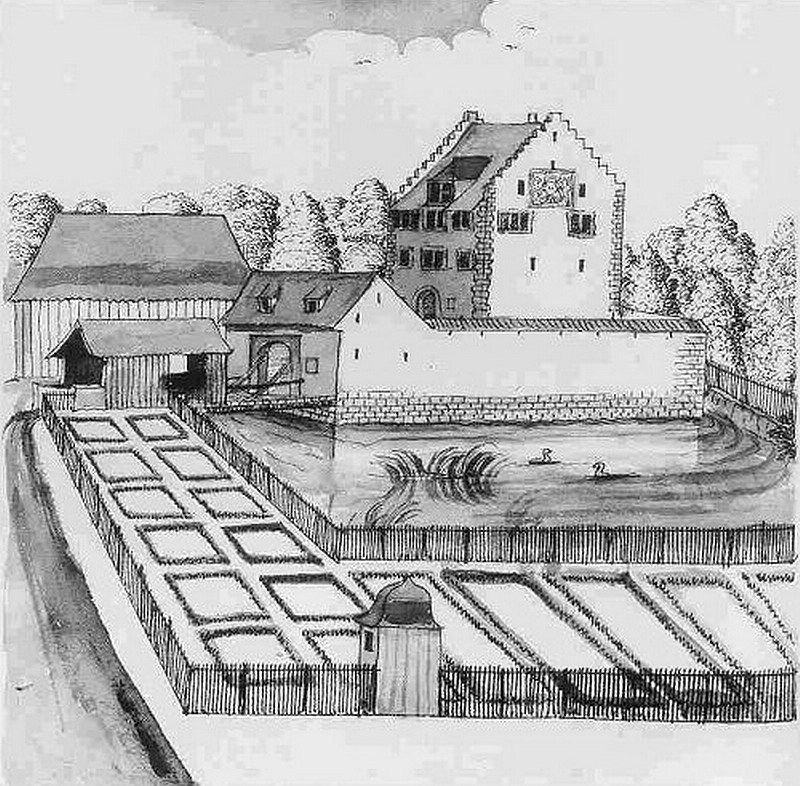
Schloss Knonau im Regimentsbuch des Junkers Gerold Escher

Erstmals schriftlich erwähnt wurde Knonau 1045 in einer Urkunde des Klosters Schänis, in der die Kirche Knonau und der dazugehörende Meierhof als Besitztum des Klosters genannt werden. Als Verwalter dieses Hofes amteten die Meyer von Knonau. Sie liessen sich in der Mitte des 14. Jahrhunderts in Zürich nieder, wo sie sich einbürgern liessen. Schon bald waren sie im Rat der Stadt vertreten und stellten gar den Bürgermeister. Dank ihren Beziehungen konnten sie 1399 die Vogtei über das Dorf Knonau und weitere Dörfer erwerben.
1512 kaufte die Stadt Zürich die Vogtei Knonau samt einigen weiteren Rechten der Umgebung. Fortan residierte ein Landvogt auf dem Schloss Knonau, das die Stadt als Verwaltungssitz bauen liess.
Als 1830/31 im Kanton Zürich eine liberale Verfassung erlassen wurde, erhielten die Landgemeinden Gleichberechtigung mit der Stadt. Knonau wurde aus Tradition Hauptort des neu gegründeten Bezirks. Wegen der peripheren Lage wurde der Bezirkshauptort schon bald nach Affoltern am Albis verlegt.

## Wappen
Blasonierung:
In Rot ein silberner Meierhut mit Kordel
Das Wappen stimmt mit dem Schild überein, den die Meyer von Knonau mindestens seit 1375 führen. Es zeigt den Meyerhut, das Abzeichen ihres Amtes, das in der Verwaltung des dem Kloster Schänis gehörenden Hofes zu Knonau bestand.

## Bevölkerung

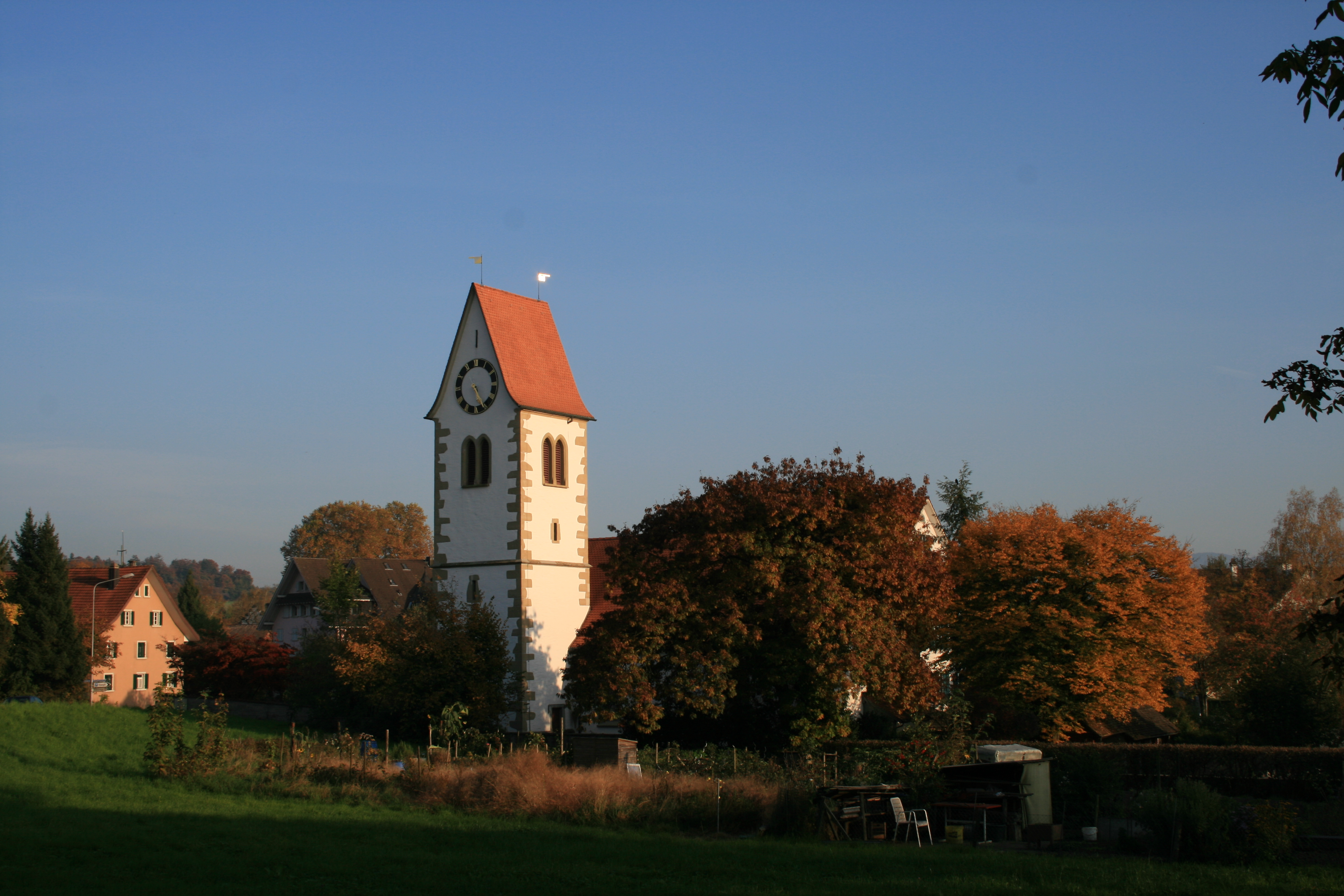
Reformierte Kirche Knonau

| Jahr | Einwohner |
| ---- | --------- |
| 1450 | ca. 110   |
| 1634 | 226       |
| 1750 | 359       |
| 1850 | 594       |
| 1900 | 529       |
| 1950 | 649       |
| 2000 | 1439      |
| 2005 | 1509      |
| 2010 | 1802      |
| 2015 | 2094      |
| 2020 | 2368      |
| 2022 | 2411      |

## Politik
| Partei                                                     | 2019  | 2023  | Diff.    |
| ---------------------------------------------------------- | ----- | ----- | -------- |
| SVP                                                        | 32,27 | 31,69 | −0,58    |
| SP                                                         | 11,43 | 15,42 | +3,99    |
| glp                                                        | 17,32 | 14,49 | −2,84    |
| Mitte                                                      | –     | 11,26 | + 3,25 1 |
| FDP                                                        | 9,20  | 8,63  | −0,58    |
| Grüne                                                      | 11,35 | 7,05  | −4,30    |
| EVP                                                        | 6,91  | 4,39  | −2,51    |
| CVP                                                        | 5,34  | –     | –        |
| BDP                                                        | 2,67  | –     | –        |
| AuF ZH 2                                                   | –     | 2,58  |          |
| EDU                                                        | 2,19  | 1,96  | −0,23    |
| andere (8/11)                                              | 1,92  | 2,53  | +0,61 %  |
| 1 Vergleich zur Addition von CVP und BDP 2 Aufrecht Zürich |       |       |          |

Die Gemeindeversammlung übt die Legislativgewalt aus. Ausführende Behörde ist der sechsköpfige Gemeinderat. Gemeindepräsidentin ist Esther Breitenmoser (parteilos, Stand 2023).
Seit 1993 besteht eine Städtepartnerschaft mit Abaliget in Ungarn.

## Verkehr
Durch Knonau führt die 1864 Zürich-Zug-Luzern-Bahn eröffnete Bahnlinie Zürich–Affoltern am Albis–Zug. Sie wurde zunächst durch die Linie S 9  der S-Bahn Zürich bedient. Seit Dezember 2015 bedient neu die S 5  Knonau. Am Wochenende wird Knonau auch von der Nacht-S-Bahn SN5  bedient. Das Teilstück der Autobahn A4 mit dem Rastplatz Eitenberg wurde auf Gemeindegebiet bereits 1970 gebaut, jedoch erst im November 2009 eröffnet. Seit Dezember 2019 verkehrte die Buslinie 42 Knonau, Bahnhof–Cham, Bahnhof der Zugerland Verkehrsbetriebe in einem dreijährigen Versuchsbetrieb.

## Persönlichkeiten
- Heinrich Häberling (1764–1804), Freiamtsweibel bis 1789, Anführer der Zürcher Landschaft im Bockenkrieg
- Jakob Syz (1825–1891), Fabriksbesitzer und Abgeordneter zum Österreichischen Abgeordnetenhaus
- Ernst Frick (1888–1956), Anarchist und Maler
- Andreas Jordi (* 1961), Maler